# NGC 6674
NGC 6674 este o galaxie situată în constelația Hercule. A fost descoperită în 6 iunie 1864 de către Albert Marth. Se află la o distanță de 53,95 de megaparseci de Pământ.